# Dwayne Miller
Dwayne Miller (ur. 14 lipca 1987 w Saint Thomas) – jamajski piłkarz występujący na pozycji bramkarza.

## Kariera klubowa
Miller seniorską karierę rozpoczynał w 2004 roku w zespole Tivoli Gardens. W 2005 roku przeszedł do Harbour View. W 2007 roku zdobył z nim CFU Club Championship oraz mistrzostwo Jamajki. W 2010 roku ponownie został z zespołem mistrzem Jamajki.
W 2010 roku Miller podpisał także kontrakt ze szwedzkim drugoligowym zespołem, Syrianska FC. W tym samym roku awansował z nim do Allsvenskan. W tych rozgrywkach zadebiutował 3 kwietnia 2011 roku w zremisowanym 1:1 pojedynku z Gefle IF.

## Kariera reprezentacyjna
W reprezentacji Jamajki Miller zadebiutował w 2007 roku. W 2009 roku został powołany do kadry na Złoty Puchar CONCACAF. Nie zagrał jednak na nim w żadnym meczu, a Jamajka odpadła z turnieju po fazie grupowej.
W 2011 roku Miller ponownie znalazł się w zespole na Złoty Puchar CONCACAF.